# Justo Londoño
Justo "El Pintado" Londoño Mejía (La Ceja, Antioquia, 21 de enero de 1935-7 de febrero de 2003), fue un ciclista colombiano de ruta, quien fue  miembro del equipo de ciclistas al que le decían la licuadora antioqueña y posteriormente un gran entrenador.

## Palmarés
1954
- 2º en la Vuelta a Colombia, más 3 etapas
- Campeón en prueba de ruta en CRE en los Juegos Centroamericanos y del Caribe[2]